# Thornhill (Ontario)
Thornhill (nel 2006 con una popolazione di 106 394) è un quartiere suburbano nella Municipalità Regionale di York nell'Ontario, in Canada.
Una volta, paese municipale, Thornhill è ora una designazione comunale e postale divisa geograficamente in due municipalità lungo Yonge Street: la città di Vaughan ad ovest e la città di Markham a est.
Secondo il censimento del 2001, la popolazione di Thornhill-Vaughan era di 56 631 abitanti e la popolazione di Thornhill-Markham di 47 333.